# Festiwal Haendlowski
Festiwal Haendlowski – festiwal muzyczny, odbywający się w latach 2004–2008 w Toruniu. Był organizowany przez Fundację Muzyki Dawnej „Canor” i Toruńską Orkiestrę Symfoniczną.
Pomysł na festiwal pojawił się pod koniec lat 90. wśród autorów pisma „Canor” i związanej z niej Fundacji. Pierwsza edycja festiwalu odbyła się w 2004 roku. Druga edycja odbyła się w 2006 roku.
Kierownictwo festiwalu sprawowali Cezary Zych i Marek Wakarecy, kierownictwo muzyczne – Ewa i Aureliusz Golińscy. Dyrektorem Biura Festiwalu byli Elżbieta Szczurko i Dorota Puszkiel.